# 2-Undecanon
2-Undecanon oder Methylnonylketon ist eine chemische Verbindung aus der Gruppe der Ketone und ein Naturstoff.

## Vorkommen

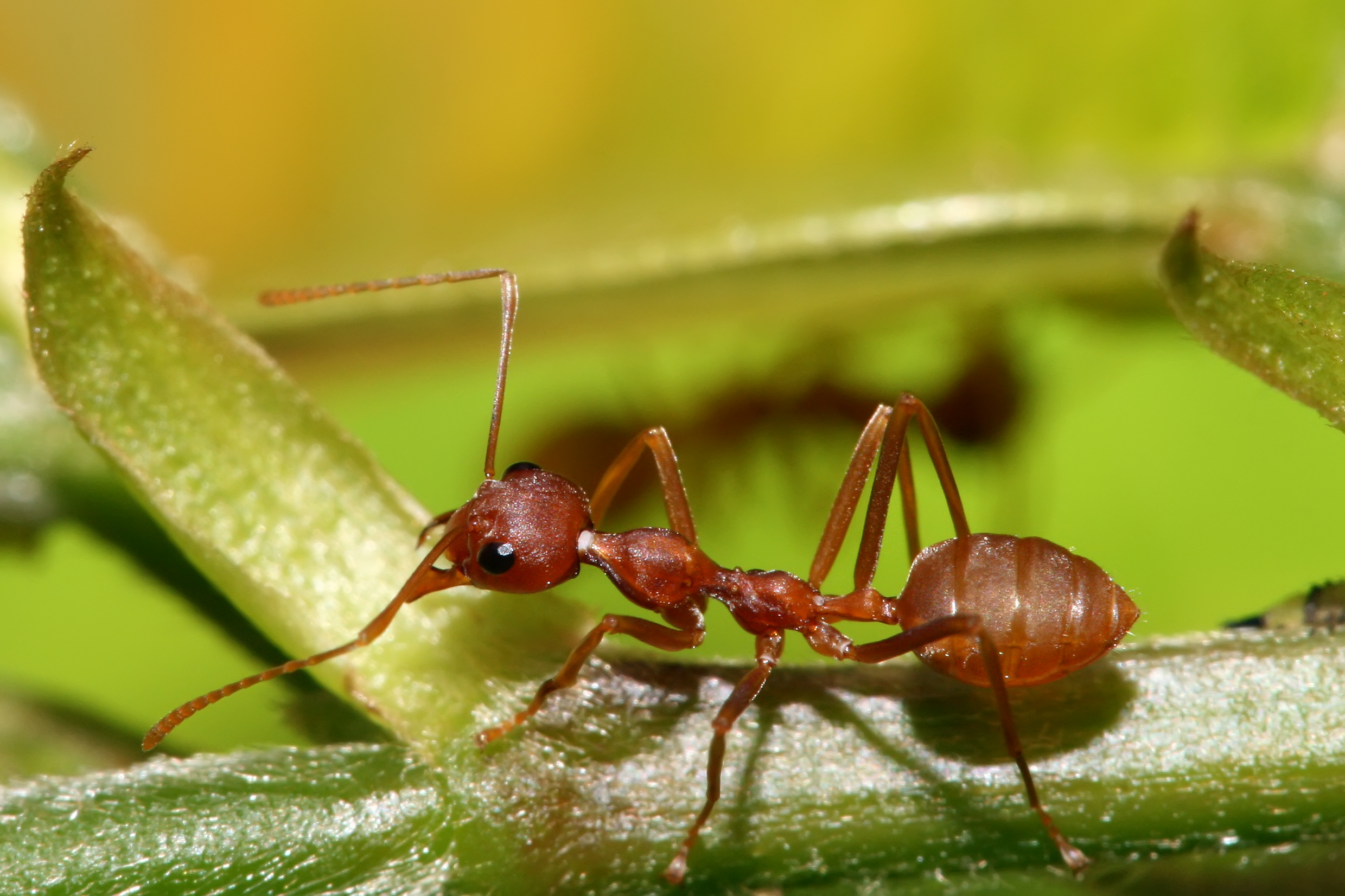
Afrikanische Weberameise (Oecophylla longinoda)

Das Öl der Weinraute enthält als ein Hauptbestandteil 2-Undecanon. Natürlich kommt es zudem in anderen Rautengewächsen, wie (Pilocarpus jaborandi),  im Hopfen Capsicum frutescens, im Kreosotbusch, Litsea glaucescens, Oregano, Boldo, Pfeffer, Gewürznelken und in der Moschus-Erdbeere vor und ist Bestandteil des Alarmpheromons der Afrikanischen Weberameise (Oecophylla longinoda).

## Verwendung
2-Undecanon wird aufgrund seines starken Geruchs als Repellent gegen Insekten, aber auch gegen Hunde und Katzen verwendet.